# Achrioptera manga
Achrioptera manga (лат.) — вид насекомых из семейства палочниковых (Phasmatidae), встречающийся на Мадагаскаре и Коморских островах. Палочники обычно сливаются с фоном, но самец A. manga синего цвета и выделяется на фоне листвы. Это одно из самых крупных насекомых, способное достигать длины 24 сантиметра.

## Таксономия
Эпитет «манга» происходит от прилагательного на малагасийском языке, означающего «синий».
A. manga, образцы которого были впервые собраны в 2007 году, считался региональной вариацией Achrioptera fallax, пока в исследовании 2019 года не был описан как отдельный вид. Впрочем, по данным этого исследования, он наиболее близко родственен именно A. fallax.

## Описание
Самки A. manga отличаются от большинства других видов Achrioptera наличием пары маленьких шипов на переднегруди. У самок крылья короче 30 миллиметров с анальной областью, окрашенной в черный цвет с нечеткой сетчатостью и окаймленной темно-красной полосой. У них нет шипов на переднеспинке, но может быть до десяти на голове, обычно два и редко четыре на втором сегменте грудины или грудине II, до трех на грудине III и ни одного на грудине IV. У них также красноватое основание шипов головы и груди. У самок тело длиной 20-24 сантиметра и короткие, винно-красные усики.
Самцы имеют синюю окраску спинной части тела и оранжевые вентральные части бедер. У них нет шипов на переднеспинке, простернуме и стернах IV—VI. Анальная область их крыльев серая и светло-красная до розовой дальше от крыльев, с темными сетками. Как и у самок, у них также есть усики. В отличие от самок, у них более тонкие и короткие тела, длиной 13-14,5 сантиметров.

## Похожие виды
A. manga очень похожи на A. fallax, но отличаются синей окраской в отличие от зеленой окраски A. fallax. Самки A. manga также имеют меньше шипов на теле, чем самки A. fallax. Их яйца также тоньше. Между A. manga и A. fallax есть различия в митохондриальном и ядерном геноме.

## Среда обитания и распространение
A. manga встречается только на крайнем севере Мадагаскара, в Montagne des Français и Foret d’Orangea. Обе области покрыты листопадными сухими лесами. Хотя оба региона подвергались угрозе из-за интенсивной вырубки леса, A. manga, вероятно, не находится под угрозой исчезновения, поскольку Montagne des Français был взят под охрану в 2016 году, а Foret d’Orangea тоже стал охраняемой территорией.

## Жизненный цикл

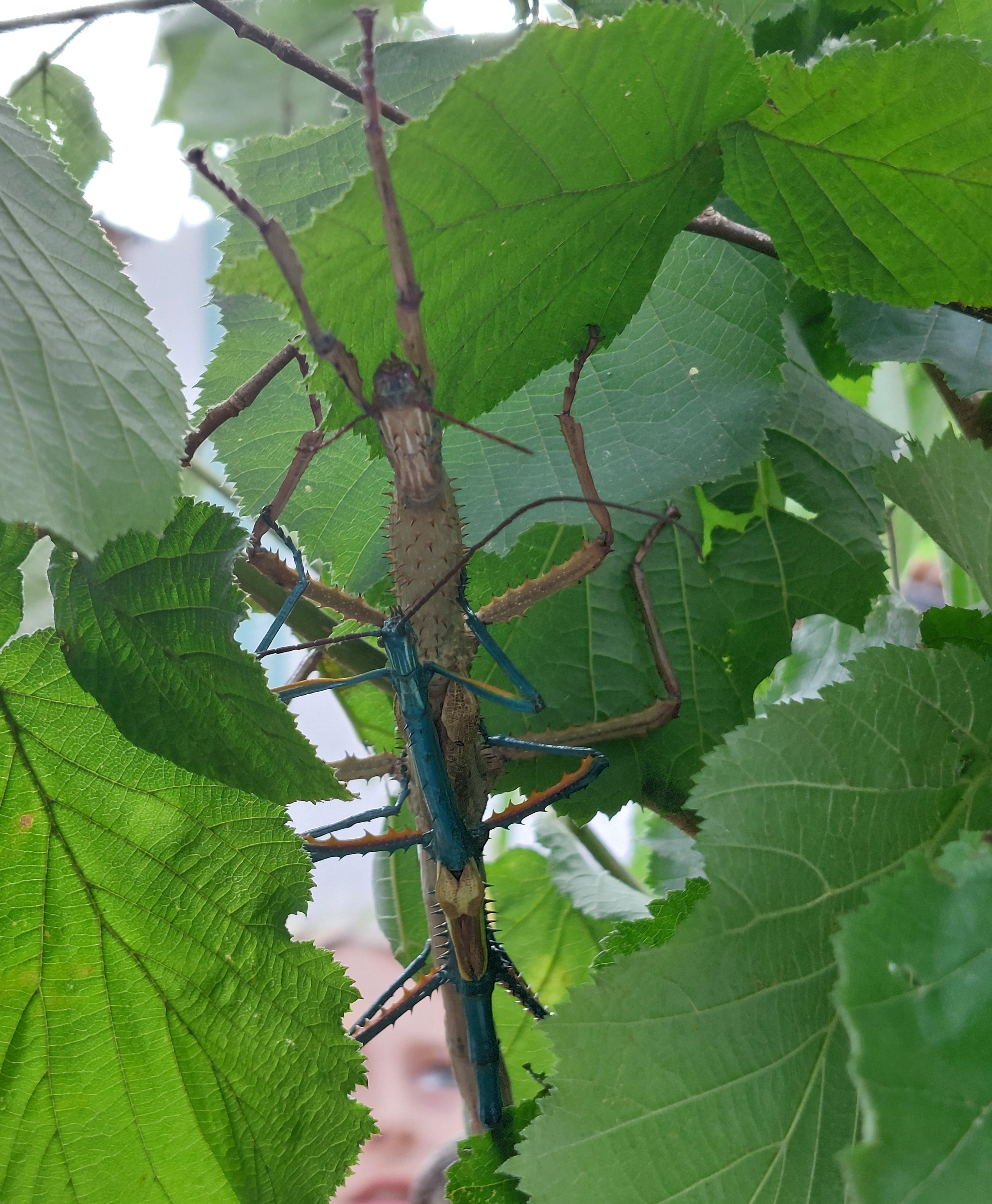
Самец (синий) на самке (коричневой)

Самки этого вида откладывают яйца. В неволе личинки A. manga обычно вылупляются через 120—140 дней, если яйца инкубируют при комнатной температуре. Особи обоих полов достигают зрелости через 4,5-5 месяцев после вылупления, самцы приобретают свою отличительную синюю окраску через неделю.

## Поведение
Achrioptera manga раскрывает и трёт крылья (вторую пару крыльев), чтобы издавать стридующие звуки, когда чувствует угрозу или потревожен. Как и другие палочники, они имеют шейные железы, которые вырабатывают отпугивающие хищников вещества.

## Питание
В неволе A. manga охотно поедает листья ежевики (Rubus spp.), салала (Gaultheria shallon), дуба (Quercus spp.), эвкалипта и малины (Rubus idaeus).

## Размножение
A. manga размножается половым путем. Самцы начинают предпринимать попытки спаривания только после того, как их синяя окраска проявит себя, что позволяет предположить, что их окраска служит для привлечения партнерши.